# Thomas Mun
Thomas Mun (Londen, 17 juni 1571 - aldaar, 21 juli 1641) was een Engels koopman en schrijver op het gebied van de economie. Hij werd wel de laatste van de vroege mercantilisten genoemd. Mun behoorde tot de eersten die inzag dat de uitvoer van diensten (of onzichtbare objecten) een waardevolle vorm van handel kon zijn. Daarnaast was hij een krachtig verdediger van het kapitalisme.
Mun begon zijn carrière in de handel op de Middellandse Zee. Nadat hij daar flink had verdiend, vestigde hij zich in Londen, waar hij erin slaagde een groot fortuin op te bouwen. In 1615 werd hij directeur van de Britse Oost-Indische Compagnie. Later werd hij ook lid van de permanente commissie voor de handel, die in 1622 werd ingesteld. De periode waarin Mun werkte als directeur van de Britse Oost-Indische Compagnie viel samen met een zilvertekort in Engeland, wat het lastig voor hem maakte te verdedigen dat de Oost-Indische Compagnie grote hoeveelheden zilver naar de Oost exporteerde.
Thomas Mun scheef het boek England's Treasure by Foreign Trade. Alhoewel dit boek pas in 1663 werd gepubliceerd, circuleerde het al een tijd als manuscript. Het werk was meer dan een eeuw het "evangelium van het mercantilisme". Vanaf 1620 schreef hij talloze werken over economische thema's. Door zijn beroepsmatige werkzaamheden en zijn theoretische en publicistische arbeid werd hij de voornaamste vertegenwoordiger van het mercantilisme in Engeland. Over zijn ervaringen bij de Britse Oost-Indische Compagnie schreef hij in 1621 A Discourse of Trade from England unto the East Indies. Volgens Mun was handel de enige manier om de nationale rijkdom van Engeland te vergroten. In die context was het belangrijk naar een sobere binnenlandse consumptie te streven. Daardoor zou de hoeveelheid goederen die voor de export beschikbaar was, groter worden. Ook een toenemend gebruik van het beschikbare land en van andere binnenlandse natuurlijke grondstoffen kon bijdragen aan een afname van de behoefte aan geïmporteerde goederen. Verder was het aan te bevelen de exportheffingen te verlagen op goederen die in het binnenland (Engeland) gemaakt werden met behulp van buitenlandse halffabricaten. 

## Werken
- (en)  A Discourse of Trade from England into the East Indies, 1621
- (en)  England's Treasure By Foreign Trade, 1664 (postuum)